# Kolumbia az 1956. évi nyári olimpiai játékokon
Kolumbia az ausztráliai Melbourne-ben és a svédországi Stockholmban megrendezett 1956. évi nyári olimpiai játékok egyik részt vevő nemzete volt. Az országot az olimpián 6 sportágban 26 sportoló képviselte, akik érmet nem szereztek.

## Atlétika
Férfi
| Versenyző                                                   | Versenyszám     | Előfutam | Előfutam | Negyeddöntő | Negyeddöntő | Elődöntő | Elődöntő | Döntő   | Döntő    |
| Versenyző                                                   | Versenyszám     | Idő      | Hely.    | Idő         | Hely.       | Idő      | Hely.    | Idő     | Helyezés |
| ----------------------------------------------------------- | --------------- | -------- | -------- | ----------- | ----------- | -------- | -------- | ------- | -------- |
| Jaime Aparicio                                              | 400 m           | 49,0     | 5.       | kiesett     | kiesett     | kiesett  | kiesett  | kiesett | kiesett  |
| Jaime Aparicio                                              | 400 m gát       | 52,0     | 3.       |             | kiesett     | kiesett  | kiesett  | kiesett |          |
| Guillermo Zapata                                            | 110 m gát       | 15,3     | 6.       |             | kiesett     | kiesett  | kiesett  | kiesett |          |
| Carlos Sierra Guillermo Zapata Alfonso Muñoz Jaime Aparicio | 4 × 400 m váltó | 3:27,4   | 6.       |             | kiesett     | kiesett  |          |         |          |

## Kerékpározás

### Országúti kerékpározás
| Versenyző                                            | Versenyszám          | Idő              | Helyezés      |
| ---------------------------------------------------- | -------------------- | ---------------- | ------------- |
| Ramón Hoyos                                          | Mezőnyverseny        | 5:23:40 (+2:23)  | 13.           |
| Pablo Hurtado                                        | Mezőnyverseny        | 5:34:49 (+13:32) | 39.           |
| Jorge Luque                                          | Mezőnyverseny        | nem ért célba    | nem ért célba |
| Jaime Villegas                                       | Mezőnyverseny        | 5:34:49 (+13:32) | 40.           |
| Versenyző                                            | Versenyszám          | Pont             | Helyezés      |
| Ramón Hoyos Pablo Hurtado Jorge Luque Jaime Villegas | Csapat mezőnyverseny | 92               | 8.            |

### Pálya-kerékpározás
Sprintverseny
| Versenyző  | Versenyszám  | 1. forduló                                      | 1. forduló | Vigaszág selejtező                               | Vigaszág selejtező | Vigaszág döntő       | Vigaszág döntő | Negyeddöntő          | Elődöntő             | Döntő                | Helyezés    |
| Versenyző  | Versenyszám  | Ellenfelek Győztes idő                          | Hely.      | Ellenfelek Győztes idő                           | Hely.              | Ellenfél Győztes idő | Hely.          | Ellenfél Győztes idő | Ellenfél Győztes idő | Ellenfél Győztes idő | Helyezés    |
| ---------- | ------------ | ----------------------------------------------- | ---------- | ------------------------------------------------ | ------------------ | -------------------- | -------------- | -------------------- | -------------------- | -------------------- | ----------- |
| León Mejía | Férfi egyéni | Jack Disney (USA) · Keith Harrison (GBR) · 13,0 | 3.         | Thomas Shardelow (RSA) · Paul Nyman (FIN) · 12,8 | 2.                 | kiesett              | kiesett        | kiesett              | kiesett              | kiesett              | helyezetlen |

Időfutam
| Versenyző         | Versenyszám  | Idő    | Helyezés |
| ----------------- | ------------ | ------ | -------- |
| Octavio Echeverry | Férfi egyéni | 1:14,8 | 15.      |

Üldözőverseny
| Versenyző                                                 | Versenyszám  | Selejtező                                                                                              | Selejtező | Selejtező | Negyeddöntő  | Negyeddöntő | Negyeddöntő | Elődöntő     | Elődöntő  | Elődöntő | Döntő        | Döntő     | Helyezés    |
| Versenyző                                                 | Versenyszám  | Ellenfél Idő                                                                                           | Saját idő | Hely.     | Ellenfél Idő | Saját idő   | Hely.       | Ellenfél Idő | Saját idő | Hely.    | Ellenfél Idő | Saját idő | Helyezés    |
| --------------------------------------------------------- | ------------ | --- | --------- | --------- | ------------ | ----------- | ----------- | ------------ | --------- | -------- | ------------ | --------- | ----------- |
| Octavio Echeverry Ramón Hoyos Héctor Monsalve Honorio Rúa | Férfi csapat | Pakisztán (PAK) · Saleem Farooqi · Din Meraj · Muhammad Naqi Mallick · Muhammad Shah Rukh · lekörözték | 5:09,4    | 1.        | kiesett      | kiesett     | kiesett     | kiesett      | kiesett   | kiesett  | kiesett      | kiesett   | helyezetlen |

## Sportlövészet
Férfi
| Versenyző         | Versenyszám           | Döntő | Döntő    |
| Versenyző         | Versenyszám           | Pont  | Helyezés |
| ----------------- | --------------------- | ----- | -------- |
| Enrique Hanabergh | Gyorstüzelő pisztoly  | 533   | 32.      |
| Enrique Hanabergh | Szabadpisztoly        | 534   | 14.      |
| Guillermo Padilla | Sportpuska, összetett | 983   | 44.      |
| William Pietersz  | Trap                  | 155   | 22.      |

## Súlyemelés
| Versenyző        | Versenyszám | Nyomás                   | Nyomás                   | Szakítás | Szakítás | Lökés                    | Lökés                    | Összesen | Helyezés |
| Versenyző        | Versenyszám | Eredmény                 | Helyezés                 | Eredmény | Helyezés | Eredmény                 | Helyezés                 | Összesen | Helyezés |
| ---------------- | ----------- | ------------------------ | ------------------------ | -------- | -------- | ------------------------ | ------------------------ | -------- | -------- |
| Ney López        | 67,5 kg     | érvényes kísérlet nélkül | érvényes kísérlet nélkül | 100,0    | =11.     | 122,5                    | =17.                     | kiesett  | kiesett  |
| Carlos Caballero | 75 kg       | 97,5                     | 14.                      | 100,0    | =13.     | érvényes kísérlet nélkül | érvényes kísérlet nélkül | kiesett  | kiesett  |

## Úszás
Férfi
| Versenyző         | Versenyszám | Előfutam | Előfutam | Előfutam | Elődöntő | Elődöntő | Elődöntő | Döntő   | Döntő    |
| Versenyző         | Versenyszám | Idő      | Hely.    | Össz.    | Idő      | Hely.    | Össz.    | Idő     | Helyezés |
| ----------------- | ----------- | -------- | -------- | -------- | -------- | -------- | -------- | ------- | -------- |
| Sergio Martínez   | 100 m gyors | 1:00,2   | 6.       | 28.*     | kiesett  | kiesett  | kiesett  | kiesett | kiesett  |
| Gilberto Martínez | 400 m gyors | 4:51,4   | 7.       | 28.      |          |          |          | kiesett | kiesett  |
| Álvaro Gómez      | 200 m mell  | kizárták | kizárták | kizárták |          |          |          | kiesett | kiesett  |

* - két másik versenyzővel azonos időt ért el

## Vívás
Férfi
| Versenyző                                                     | Versenyszám       | Csoportkör | Csoportkör | Csoportkör | Csoportkör  | Csoportkör        | Csoportkör | Csoportkör        | Csoportkör | Helyezés    |
| Versenyző                                                     | Versenyszám       | 1. kör | 1. kör     | Negyeddöntő | Negyeddöntő | Elődöntő          | Elődöntő   | Döntő             | Döntő      | Helyezés    |
| Versenyző                                                     | Versenyszám       | Ellenfél Eredmény | Hely.      | Ellenfél Eredmény | Hely.       | Ellenfél Eredmény | Hely.      | Ellenfél Eredmény | Hely.      | Helyezés    |
| ------------------------------------------------------------- | ----------------- | --- | ---------- | --- | ----------- | ----------------- | ---------- | ----------------- | ---------- | ----------- |
| Gabriel Blando                                                | Tőr, egyéni       | |            | 2. csoport · Jacques Lataste (FRA) · 5-4 · Michael Sichel (AUS) · 1-5 · Jurij Oszipov (URS) · 2-5 · Albert Axelrod (USA) · 4-5 · Günter Stratmann (EUA) · 2-5 · Edoardo Mangiarotti (ITA) · 0-5 · François Dehez (BEL) · 2-5                                                      | 8.          | kiesett           | kiesett    | kiesett           | kiesett    | helyezetlen |
| Pablo Uribe                                                   | Tőr, egyéni       | |            | 1. csoport · Masayuki Sano (JPN) · 5-4 · Gyuricza József (HUN) · 2-5 · Jurij Rudov (URS) · 3-5 · Antonio Spallino (ITA) · 0-5 · Allan Jay (GBR) · 0-5 · Harold Goldsmith (USA) · 2-5 · Benito Ramos (MEX) · 1-5                                                                   | 7.          | kiesett           | kiesett    | kiesett           | kiesett    | helyezetlen |
| Emilio Echeverry                                              | Tőr, egyéni       | |            | 4. csoport · Mark Midler (URS) · 2-5 · Christian d’Oriola (FRA) · 0-5 · René Paul (GBR) · 1-5 · André Verhalle (BEL) · 2-5 · Fülöp Mihály (HUN) · 1-5 · David McKenzie (AUS) · 4-5 · Roland Asselin (CAN) · nem vívtak                                                            | 8.          | kiesett           | kiesett    | kiesett           | kiesett    | helyezetlen |
| Emilio Echeverry                                              | Párbajtőr, egyéni | 3. csoport · Roger Achten (BEL) · 5-4 · Santiago Massini (ARG) · 5-3 · Richard Pew (USA) · 1-5 · Per Carleson (SWE) · 3-5 · Richard Stone (AUS) · 3-5 · Fernand Leischen (LUX) · 1-5                                           | 5.         | kiesett | kiesett     | kiesett           | kiesett    | kiesett           | kiesett    | helyezetlen |
| Emilio Echeverry                                              | Kard, egyéni      | 4. csoport · Tibor Nyilas (USA) · nincs adat · Günter Stratmann (EUA) · nincs adat · Ralph Cooperman (GBR) · nincs adat · Roger Theisen (LUX) · nincs adat · Siha Sukarno (INA) · nincs adat · Összesítés: 3GY-2V (21-21)      | 3.         | 2. csoport · Gerevich Aladár (HUN) · nincs adat · Luigi Narduzzi (ITA) · nincs adat · Jevhen Cserepovszkij (URS) · nincs adat · Marcel Van Der Auwera (BEL) · nincs adat · Olgierd Porebski (GBR) · nincs adat · Marian Kuszewski (POL) · nincs adat · Összesítés: 1GY-5V (10-29) | 7.          | kiesett           | kiesett    | kiesett           | kiesett    | helyezetlen |
| José del Carmen                                               | Kard, egyéni      | 3. csoport · Gastone Darè (ITA) · nincs adat · Bill Hoskyns (GBR) · nincs adat · Leslie Fadgyas (AUS) · nincs adat · Marcel Van Der Auwera (BEL) · nincs adat · Roland Asselin (CAN) · nincs adat · Összesítés: 0GY-5V (10-25) | 6.         | kiesett | kiesett     | kiesett           | kiesett    | kiesett           | kiesett    | helyezetlen |
| Alfredo Yanguas                                               | Kard, egyéni      | 2. csoport · Roberto Ferrari (ITA) · nincs adat · Olgierd Porebski (GBR) · nincs adat · Allan Kwartler (USA) · nincs adat · Graham McKenzie (AUS) · nincs adat · Összesítés: 0GY-4V (8-20)                                     | 5.         | kiesett | kiesett     | kiesett           | kiesett    | kiesett           | kiesett    | helyezetlen |
| Alfredo Yanguas                                               | Párbajtőr, egyéni | 1. csoport · Arnold Csarnusevics (URS) · 3-5 · Sewall Shurtz (USA) · 0-5 · Väinö Korhonen (FIN) · 0-5 · Ghislain Delaunois (BEL) · 3-5 · Roland Asselin (CAN) · 2-5 · Émile Gretsch (LUX) · nem vívtak                         | 7.         | kiesett | kiesett     | kiesett           | kiesett    | kiesett           | kiesett    | helyezetlen |
| Emiliano Camargo                                              | Párbajtőr, egyéni | 2. csoport · Siha Sukarno (INA) · 5-3 · Masayuki Sano (JPN) · 5-0 · Berndt-Otto Rehbinder (SWE) · 1-5 · Günter Stratmann (EUA) · 2-5 · Ivan Lund (AUS) · 0-5 · Jacques Debeur (BEL) · 2-5 · Revaz Tsirek'idze (URS) · 2-5      | 7.         | kiesett | kiesett     | kiesett           | kiesett    | kiesett           | kiesett    | helyezetlen |
| Gabriel Blando Emiliano Camargo Emilio Echeverry Pablo Uribe  | Tőr, csapat       | 2. csoport · Nagy-Britannia (GBR) · 1-15 · Olaszország (ITA) · 0-9 | 3.         | |             | kiesett           | kiesett    | kiesett           | kiesett    | helyezetlen |
| Emiliano Camargo Emilio Echeverry Pablo Uribe Alfredo Yanguas | Párbajtőr, csapat | 2. csoport · Szovjetunió (URS) · 1-15 · Magyarország (HUN) · 2-14 · Svédország (SWE) · nem vívtak | 4.         | |             | kiesett           | kiesett    | kiesett           | kiesett    | helyezetlen |